# Clara Queraltó
Clara Queraltó i Olivé (Pla del Panadés, 1988) es una filóloga y escritora catalana, especializada en teoría de la literatura. Trabaja como profesora de lengua y literatura catalana a jóvenes. Su primera obra Lo que piensan los otros  (Proa, 2018) , recibió el premio Mercè Rodoreda de Cuentos y Narraciones de 2017, con un jurado formado por Francesco Ardolino, Àngel Burgas, Jordi Mir, Sílvia Soler y Àlex Susanna. La obra consta de dieciocho cuentos, muchos de ellos cortos, donde toca varios temas y hace hablar narradores de diferentes generaciones. Uno de los cuentos relata la actuación policial durante el referéndum del 1 de octubre de 2017 desde el punto de vista de un antidisturbios.

## Premios
- Premio Mercè Rodoreda de cuentos y narraciones, 2017[3][4]
- Premi Llibres Anagrama, 2024[5]